# Торањ Аспајер
Торањ Аспајер (енгл. Aspire Tower), познат и као Бакља Дохе (енгл. The Torch Doha), облакодер је висок 300 метара у функцији хотела који се налази у комплексу Зона Аспајер, у Дохи, у Катару. Дизајнирали су га архитекта Хади Симан и компанија AREP, као и инжењери Ove Arup and Partners, а торањ је служио као кључна тачка 15. Азијских игара, које су одржане у Катару у децембру 2006. године.
Торањ је био највиша зграда и грађевина у Дохи, као и целом Катару, све до 2023. године, када су га престигле Куле Лусаил Плаза. Торањ је такође познат и као Спортски торањ Калифа или Олимпијски торањ у Дохи.

## Изградња
Кула је била обележје Азијских игара 2006. због своје величине и близине главном стадиону, Међународном стадиону Калифа.

Коначни облик куле састоји се од армирано-бетонског цилиндра (језгра) дебљине 1 до 1,8 метара, пречника од 12 до 18 метара, окруженог зрачним мрежама подупртих челичних греда на сваком спрату њених грађевинских модула. Сами модули су састављени од челичних стубова, металних облога, бетонских плоча и спољних греда за затезање и компресију, које подржавају спољне зидове обложене стаклом. Дно сваког модула прекривено је бетоном ојачаним стакленим влакнима. Греде, као и челичне подупираче који повезују све структурне компоненте, вијцима се причвршћују кроз бетонско језгро и на тај начин се учвршћују на своје место, преносећи вертикална оптерећења са ободних стубова и прстенастих греда на језгро. Архитекта Хади Симан је зграду описао као „прославу неба и земље”, а додао је „да структурни челични подупирачи дају ослонац структури при њеној сржи, делујући тако као визуелна сила која ствара енергију и њоме зрачи из центра према центрифугалном успону”.
Изградња куле је завршена у новембру 2007. с укупном ценом од 133.395.000 евра.

## Употреба
Дизајн симболизује руку која хвата бакљу, која се налази на врху куле. У кули се налази хотел с пет звездица, спортски музеј, здравствени клуб с конзолним базеном, окретним рестораном и осматрачницом. Зграда је коришћена и као огромна бакља на 15. Азијским играма.